# Волосатый стафилин
Волосатый стафилин, или мохнатый хищник, или , мохнатый стафилин (лат. Emus hirtus) — вид жуков подсемейства Staphylininae из семейства стафилинид (Staphylinidae). Жуки — копробионты. Это один из самых крупных представителей стафилинидов в фауне России. Внешне похож на серого хищника (Creophilus maxillosus), от которого отличается окраской. Стафилин волосатый — единственный вид в своём роде, обитающий в Европе.

## Распространение
Вид распространён от Южной, Центральной и юга Северной Европы восточнее до Сибири и Средней Азии.

## Описание
Длина тела жука достигает 28 мм. Тело сверху чёрное, густо и явственно пунтированное, покрыто густым волосяным покровом; низ тела и крылья фиолетовые. Волоски оранжевого, рыже-золотистого или буро-золотистого цвета покрывают голову, грудь (кроме заднего края) и последние три брюшных сегмента. Надкрылья покрыты короткими серебристыми волосками, кроме оснований; иногда надкрылья бывают с двумя или тремя чёрными точками, образующими прерывистую линию. Остальные отделы тела оволосены менее густо.

### Морфология имаго
Усики вкладываются близ основания верхней губы, находятся в стороне от глаз и чуть длиннее головы; они коленчатые и немного булавовидные, покрыты волосками и состоят из 11 члеников. Верхняя губа широкая и короткая, в густом покрове из волосков; посередине имеется глубокое вдавливание; жёсткая, с роговидным участком с каждой стороны возле основания, несущим длинные волоски. Жвалы складываются перекрестом, очень длинные, толстые и изогнутые; густо-опушенные и в отдельных щетинках. Щупики четырёхчлениковые; первый (базальный) членик маленький, второй и третий почти одинакового размера, булавовидные, с длинными волосками, второй толще третьего; четвёртый членик щупиков, короче и прямей предыдущих, цилиндрический.

## Экология и местообитания
Жуки данного вида — копрофилы, обитающие на пастбищах близ свежего коровьего навоза, где охотятся на личинок-копрофагов и куколок других жуков и двукрылых. Нередко жуки встречаются на помёте других животных, например, на лошадином и птичьем. Помимо пастбищ, жуки встречаются в лесах и лесостепях. Взрослых насекомых можно наблюдать возле забродившего древесного сока. Жуки часто прилетают на берёзовые вырубки, на которых деревья были спилены зимой или весной.
Личинки являются хищными и тоже охотятся на малоподвижных насекомых, отдавая предпочтение личинкам жуков.
Жуки стафилина волосатого хорошо летают, а в полёте кажутся шмелями. Очень активны в солнечное время. В разных регионах своего ареала размеры жуков сильно варьируются: некоторые континентальные особи более длинные и толстые, чем узкие и короткие островные, и голова которых слабее развита.

## Замечания по охране
Начиная с XX-го века в Европе количество особей данного вида начало убывать. Теперь стафилин волосатый является редким в ряде стран, например, Польше, Чехии и Австрии. В России волосатый стафилин занесён в Красную книгу Ростовской области, охранная категория II — сокращающийся в численности вид. Занесён Красную книгу Украины, где рассматривается под III категорией — редкий вид. С 1998 года включён в Красную книгу Латвии, на данный момент в III категории — редкий вид.